# Airborne Kingdom
Airborne Kingdom（エアボーン キングダム）は、The Wandering band LLCが開発したストラテジーゲームである。
2020年12月17日にリリースされ、多岐のプラットフォームに展開されてきた。本項では日本語版における内容を記載する。

## 概要
空中都市の建設、発展を目的としたストラテジーゲーム。住民数の増加が目的となるが、人物は文字のみではっきりとした姿はなく、音声もない。広大なマップを空中都市で航空機のように移動し、物資収集や住民の招聘を行い、都市を王国として発展させていく。住民の満足度を管理しつつ、数百人規模の王国までの成長が目的。ジェットや魔法のような表現はなく、羽根の動作や風船によって空中都市の動作は表現されている。資源調達に使用する航空機もプロペラ機となっている。また、都市の揚力と推進力、重量バランスを考慮する必要があり、多くの建物を建てるには、それに見合った揚力が必要であり、建物が増えると推進力が弱くなるので推進機で補う。そしてその他含む全ての建物をバランスよく配置する必要があり、揚力を発生させる装置はその周辺を上向きに持ち上げようとする。前後左右でバランスを管理して建設する必要がある。現代のゲームとしては珍しく、キャラクター絵、ムービー、音声などは一切無い。ゲーム内の日本語訳は完全ではなく、文章として成立していないもの、間違った翻訳をされているものも散見されている。
2021年11月現在、PlayStation 4版では人口が増えすぎると処理が重くなる旨、制作者からの警告が表示される。

### マップ
基本となるマップと、ランダム生成されるマップがあるが、共通している点は以下の通り
海と陸に分かれ、陸上にのみ各種オブジェクトが存在する。
王国が点在し、さらに小さな集落が散在している。
空中都市の高度は常に一定で、視点移動には制限があるため、基本的に高空から見下ろす視野になる。移動する高度には障害物はない。
時間の概念があり、昼夜が繰り返されるが天候はほぼ一定で、ばらつきはあるがおおむね雲量2程度のまま変化しない。雲は動いているが、移動に支障ある風などはない。

### 王国
地上にはいくつかの王国が点在しており、さまざまなクエストが設定されている。クエストをすべてクリアすると、その王国から数名の住民が移住して友好国となり、タペストリーに記録されていく。また、都市に向けて継続的に物資を供給するようになる。

### 資源
都市生活の維持、建物等の建築、別の資源の生産に用いられ、大地から収集するか、都市内で生産するか、王国で取引するかで入手できる。中でも石炭は都市の飛行に必須であり、枯渇すると墜落してしまう。住民のうち、なにかしらの活動をしていない者はすべてパイロットとして割り当てられ、指示すれば資源収集の実務を行う。

### 満足度
都市発展のために人工を増加するには、住民の満足度を高めなくてはならない。騒音や煙害などの健康面から、都市の傾き、照明や緑化などによって満足度は変化し、低下すると住民は去ってしまう。

## ゲームモード
いわゆる箱庭世界でのストラテジーとなる。難易度によって固定マップか、ランダム生成マップか変化する。また、自由に都市建設ができるフリーモードも存在する。

## コンシューマー版
2021年11月9日に、PlayStation 4、PlayStation 5、Xbox One、Xbox Series X/S、Nintendo Switchで同時発売された。
ネットワーク機能や課金要素は無く、スタンドアロン型のソフトとなっている。